# Litteraturåret 1962

## Händelser
- 12 april – Erik Lindegren blir invald i Svenska Akademien.[1]

### Okänt datum
- Nordiska rådets litteraturpris inrättas och delas ut för första gången.
- Rolf Dieter Brinkmann debuterar med diktsamlingen Ihr nennt es Sprache.

## Priser och utmärkelser
- Nobelpriset – John Steinbeck, USA[2]
- ABF:s litteratur- & konststipendium – Carl Emil Englund
- Aftonbladets litteraturpris – Lars Gustafsson
- Bellmanpriset – Harry Martinson
- BMF-plaketten – Bengt Söderbergh för Stigbygeln
- De Nios Stora Pris – Hans Ruin
- Doblougska priset – Irja Browallius, Sverige och Inger Hagerup, Norge
- Eckersteinska litteraturpriset – Bengt Anderberg
- Elsa Thulins översättarpris – Sven Barthel
- Gustaf Frödings stipendium – Evert Taube
- Hugopriset – Robert A. Heinlein
- Landsbygdens författarstipendium – Anna Rönnqvist, Hans Lidman och Gunnar E. Sandgren
- Litteraturfrämjandets stora pris – Johannes Edfelt
- Litteraturfrämjandets stora romanpris – Lars Ahlin
- Nils Holgersson-plaketten – Britt G. Hallqvist
- Nordiska rådets litteraturpris – Eyvind Johnson för romanen Hans nådes tid
- Schückska priset – Victor Svanberg
- Sherlock-priset – H.-K. Rönblom
- Signe Ekblad-Eldhs pris – Tage Aurell
- Stig Carlson-priset – Sandro Key-Åberg
- Svenska Akademiens översättarpris – Gun Bergman
- Svenska Dagbladets litteraturpris – Gunnar E. Sandgren för Fursten
- Sveriges Radios Lyrikpris – Urban Torhamn
- Tidningen Vi:s litteraturpris – Sven Rosendahl, Olle Svensson och Lars Bäckström
- Villa Massimo – Uwe Johnson
- Östersunds-Postens litteraturpris – Gustaf Näsström
- Övralidspriset – Staffan Larsson

## Nya böcker

### A – G
- Artemio Cruz död av Carlos Fuentes
- Aura av Carlos Fuentes
- Barn av sin stad av Per Anders Fogelström
- Bok över obefintliga av H.-K. Rönblom
- Bomarzo av Manuel Mujica Láinez
- Bortom berg och öknar av Jan Myrdal
- Bröderna i Klara av Erik Asklund
- De två saliga av Ulla Isaksson
- Den brinnande ugnen, detektivroman av Kerstin Ekman
- Den femte sanningen av Doris Lessing
- Den halvfärdiga himlen av Tomas Tranströmer
- Desperados av Lars Gyllensten
- Det osynliga barnet av Tove Jansson
- Dödsmarschen av Martin Perne
- En apelsin med urverk (A Clockwork Orange) av Anthony Burgess
- En lust att leva av Anthony Burgess
- Eremitkräftan av Sven Delblanc
- Främling på egen planet av Robert A. Heinlein
- Följeslagarna, en äventyrsberättelse av Lars Gustafsson
- Gift av Bosse Gustafson
- Gökboet av Ken Kesey

### H – N
- Historier från vägarna av Emil Hagström
- In a Green Night av Derek Walcott
- Jul i Bullerbyn av Astrid Lindgren[3]
- Kaja och spökbåten av Ester Ringnér-Lundgren
- Karlsson på taket flyger igen av Astrid Lindgren[4]
- Kungsleden av Bosse Gustafson
- Lyckan av Ivar Lo-Johansson
- Marko bor i Jugoslavien av Astrid Lindgren[3]
- Maskrosbollen av Göran Tunström
- Monopol och storfinans av C.-H. Hermansson
- Nymålat av Göran Tunström

### O – U
- Pilgrim på havet av Pär Lagerkvist
- Resa med Charley – för att upptäcka Amerika av John Steinbeck
- Rescontra av Jan Myrdal
- Råtunaleken av Gösta Gustaf-Janson
- Sida vid sida av Artur Lundkvist
- Soldatens kärlek av Jan Fridegård
- Spegeln sprack från kant till kant av Agatha Christie
- Stenansiktet av Folke Fridell
- Tre lyriska gräl av Elsa Grave
- Utkast och förslag av Birgitta Trotzig

### V – Ö
- Älskade spion av Ian Fleming
- Ögonblick och vågor av Artur Lundkvist

## Födda
- 23 januari – Svein Nyhus, norsk tecknare, illustratör och barnboksförfattare.
- 16 februari – Håkan Sandell, svensk poet.
- 22 februari – Pernilla Stalfelt, svensk författare och illustratör.
- 5 april – Sara Danius, svensk litteraturvetare och ledamot av Svenska Akademien.
- 16 april – Per Gustavsson, svensk illustratör och barnboksförfattare.
- 6 maj – Kristoffer Leandoer, svensk författare, översättare och litteraturkritiker.
- 16 maj – Susanna Alakoski, svensk författare.
- 27 maj – Mare Kandre, svensk författare.
- 6 juni – Helena Eriksson, svensk författare och översättare.
- 25 juni – Maria Zennström, svensk författare, översättare och recensent.
- 26 juli – Erik Andersson, svensk författare och översättare.
- 22 augusti – Mårten Sandén, svensk författare och låtskrivare.
- 25 augusti – Taslima Nasrin, bangladeshisk författare.
- 27 augusti – Lotten Strömstedt, svensk journalist, författare, röstskådespelare, kompositör och sångtextförfattare.
- 4 september - David Lagercrantz, svensk författare.
- 9 september – Liza Marklund, svensk journalist och författare.
- 22 september – Ellen Mattson, svensk författare.
- 9 oktober – Pernilla Oljelund, svensk författare och journalist.

## Avlidna
- 29 maj – Aksel Lindström, 57, svensk författare och konstnär.
- 6 juli – William Faulkner, 64, amerikansk författare, nobelpristagare 1949.
- 9 juli – Georges Bataille, 64, fransk författare och filosof.
- 9 augusti – Hermann Hesse, 85, tysk författare, nobelpristagare 1946.
- 22 september – Jean-René Huguenin, 26, fransk författare
- 28 september – Roger Nimier, 36, fransk författare.
- 6 november – Örnulf Tigerstedt, 62, finlandssvensk författare och översättare.
- 12 november – Bror Abelli, 82, svensk regissör, skådespelare, sångare, författare och biografägare.
- december – Annika Björklund, 64, svensk kompositör och författare.